# Edmund Hansen Grut
Edmund Gottfred Hansen Grut, född 15 januari 1831 i Köpenhamn, död där 13 juni 1907, var en dansk oftalmolog. Han hette ursprungligen Hansen, men 1882 antog han sin mors flicknamn Grut. Hans brorsdotter var ögonläkaren Estrid Hein, vars son var Piet Hein.
Grut blev cand. med. 1854, var därefter kandidat på Frederiks Hospital, varpå han företog en längre studieresa i utlandet. Detta var strax efter att ögonspegeln hade uppfunnits och denna hade, i händerna på folk som Albrecht von Graefe, Franciscus Cornelis Donders och Ferdinand von Arlt, lett till en stor omvälvning inom oftalmologin. Grut studerade under Louis Auguste Desmarres i Paris och, främst, under von Graefe i Berlin. Den senare påverkade honom mycket starkt, och efter sin hemkomst tog han 1857 doktorsgraden på en avhandling om ögonspegeln.
Åren 1859-61 var Grut reservkirurg på Frederiks Hospital, men 1863 inrättade han sin ögonklinik och inriktade sig nu helt på oftalmologin. Kliniken växte snabbt och hans största betydelse ligger i, att han använde sitt stora material till undervisning medicine studerande och unga läkare. Han utmärkte sig i lika hög grad som diagnostiker, operatör och lärare. Intill 1882 verkade han som privatdocent, därefter anställdes han som vikarierande docent vid Köpenhamns universitet, och 1888 tilldelades han en nyinrättad ordinarie professur i ögonsjukdomar, som han innehade intill 1896.
Grut författade en mängd tidskriftsartiklar, huvudsakligen översikter och meddelanden om sin specialitets utveckling, och 1888-92 var han utgivare av "Nordisk oftalmologisk Tidsskrift", i vilken finns en av hans viktigaste avhandlingar om skelning.

## Fotnoter
1. ↑  Who Named It?, Whonamedit?-ID: 3614, läst: 9 oktober 2017.[källa från Wikidata]
2. 1 2  Dansk Biografisk Lexikon, Dansk biografisk Leksikon-ID: Edmund_Hansen_Grut, läs online, läst: 11 september 2020.[källa från Wikidata]
3. 1 2 3 4  Dansk biografisk Leksikon-ID: Edmund_Hansen_Grut, läst: 3 januari 2024.[källa från Wikidata]
4. ↑  Dansk Biografisk Leksikon, 3. udgave, tredje utgåvan, 1984, Dansk biografisk Leksikon-ID: Edmund_Hansen_Grut, läst: 27 augusti 2023.[källa från Wikidata]
5. ↑  gravsted.dk person-ID: edmundhansengrut, läst: 3 januari 2024.[källa från Wikidata]